# Гиват-Хавива
Гиват-Хавива (ивр. גבעת חביבה‎) — национальный образовательный центр Федерации кибуцев в Израиле, основанный в 1949 году. Это наиболее старое учреждение в Израиле, содействующее примирению между евреями и арабами.

## История
Гиват-Хавива основана в 1949 году, и является национальным образовательным, архивным и исследовательским центром кибуцного движения. Гиват-Хавива удостоена Премии ЮНЕСКО «за воспитание в духе мира» за многолетнюю работу по продвижению еврейско-арабского диалога и примирения. Центр назван в честь Хавивы Рейк, активистки движения Ха-шомер ха-цаир, совершившей алию в 1939 году, и одной из 32 еврейских парашютисток из Подмандатной Палестины, которые добровольно присоединились к британской армии и проникли в оккупированную Германией Европу. Её отправили в Словакию в качестве эмиссара Хаганы с миссией по оказанию помощи евреям во время словацкого национального восстания. Она была схвачена немцами, оккупировавшими Чехословакию, и казнена. На момент смерти ей было 30 лет.
Центр общего общества нацелен на построение инклюзивного, социально сплоченного общества в Израиле путем вовлечения разрозненных сообществ в коллективные действия по продвижению устойчивой, процветающей израильской демократии, основанной на взаимной ответственности, гражданском равенстве и общем видении будущего.
Центр ежегодно проводит конференцию для обсуждения ключевых вопросов, обмена опытом и формирования механизмов совместных действий.
Программы центра в Северной Америке находятся в ведении Образовательного фонда Гиват-Хавива, офисы которого находятся в Нью-Йорке. По состоянию на 2012 год у него было около 1 миллиона долларов в активах, и он ежегодно тратил около 400 000 долларов на образовательные программы.

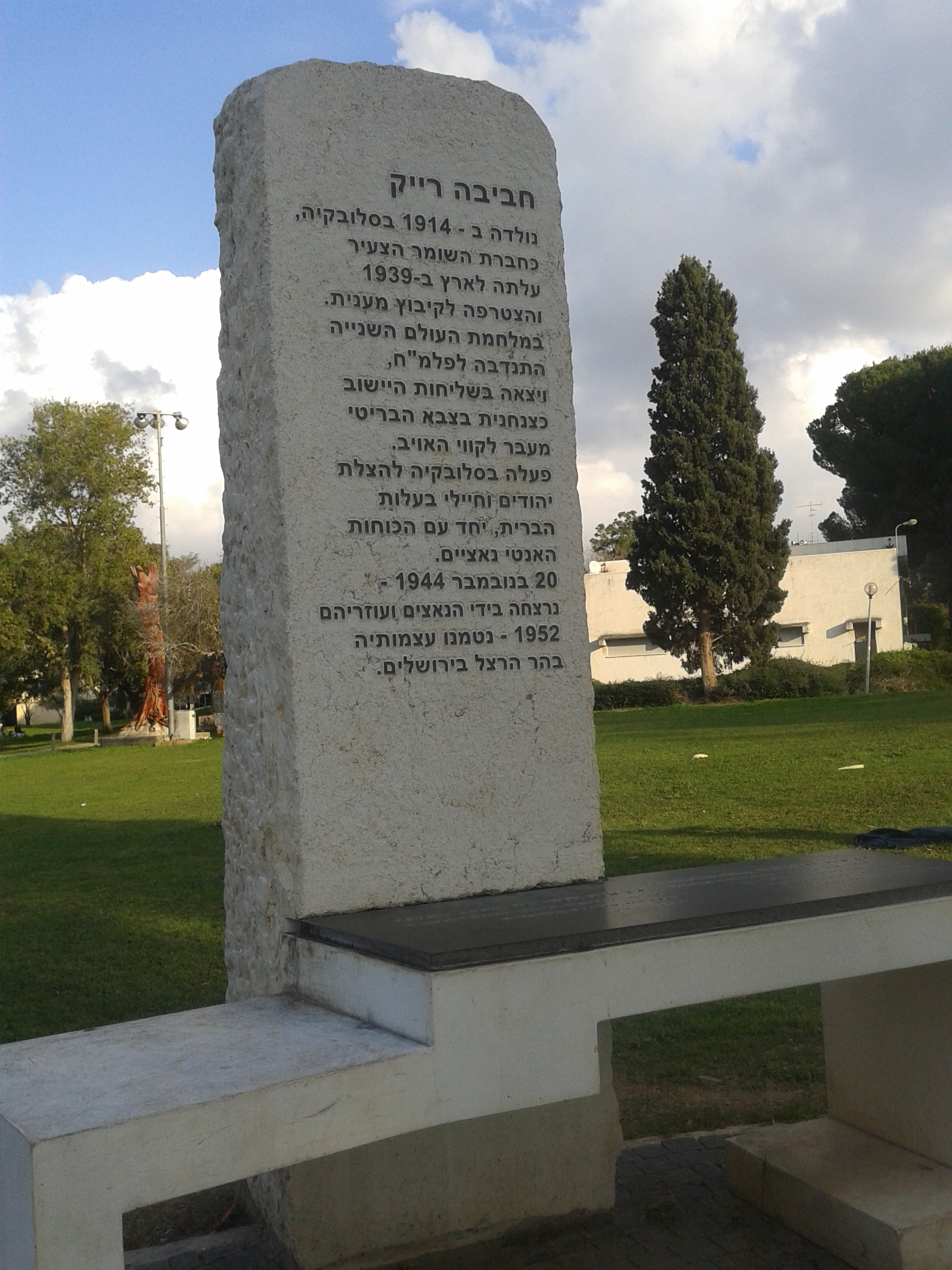
Мемориальная доска Хавивы Рейк, Гиват-Хавива

## Награды и признание
- 1995 — премия спикера кнессета за качество жизни

2001 г. — Гиват-Хавива получила Премию ЮНЕСКО за воспитание в духе мира за многолетнюю работу по продвижению еврейско-арабского диалога и примирения.
- 2016 — Правительство Австрии присудило Премию за межкультурные достижения 2016 года в категории инноваций программе Гиват-Хавива: «Педагоги за единствo общества».[7]
- 2016 — Премия еврейского образования Тель-Авивского университета.